# شینگو کینوشیتا
شینگو کینوشیتا (ژاپنی: 木下 真吾؛ زادهٔ ۲۵ سپتامبر ۱۹۸۷) یک بازیکن فوتبال اهل ژاپن است.
از باشگاه‌هایی که در آن بازی کرده‌است می‌توان به باشگاه فوتبال ویسل کوبه اشاره کرد.